# Emilia Gubitosi
Emilia Gubitosi (Napoli, 3 febbraio 1887 – Napoli, 17 gennaio 1972) è stata una pianista, direttrice di coro e compositrice italiana.

## Biografia
Emilia Gubitosi proveniva da una famiglia appartenente all'alta borghesia napoletana, figlia di Samuele e di Filomena Abbamonte. Studiò musica con Beniamino Cesi, Costantino Palumbo, Francesco Simonetti, Camillo De Nardis e Nicola D'Arienzo al Conservatorio San Pietro a Majella a Napoli, conseguendo il diploma di pianoforte nel 1904. Durante il periodo del conservatorio conobbe il violinista Alberto Curci, con il quale iniziò un duraturo sodalizio artistico e una grande amicizia.
Nel 1906 fu la prima donna in Italia a conseguire, con il massimo dei voti e la lode, il diploma di Composizione. In quell'epoca era precluso alle donne portare a compimento quel tipo di studi accademici, per cui fu necessario chiedere un permesso speciale al Ministro.
Al termine degli studi ebbe una breve carriera concertistica in tutta Europa. Compose musica in maniera costante per tutta la sua vita, sperimentando varie forme, dalla musica da camera al teatro lirico, dalle composizioni sinfoniche a quelle corali.  Dal 1914 fu docente al Conservatorio di Napoli, dove rimase fino al 1957, assistendo l'orchestra sinfonica di Napoli e dirigendo la scuola di coro associata ad essa insegnando teoria e solfeggio. Produsse anche numerose opere a scopo didattico assieme al marito, il compositore Franco Michele Napolitano, sposato nel 1922. Lavorò inoltre come amministratrice nell'ambito della musica.
Nel 1918 fu cofondatrice, con Maria de Sanna e la collaborazione del poeta Salvatore Di Giacomo, dell'Associazione Musicale Alessandro Scarlatti, con lo scopo di promuovere la musica e la cultura italiana e partenopea.
Morì a Napoli nel 1972. Assieme al marito riposa nel cimitero di Anacapri, nella tomba a forma di canne d'organo opera dell'architetto Roberto Pane.

## Opere
Scrisse composizioni prevalentemente per orchestre, ma anche per musica da camera e canzoni. Alcune opere più conosciute:
- Gardenia rossa (1906)
- Ave Maria (1906), bozzetto lirico
- Nada Delwig (1907), dramma lirico in un atto su libretto di Federigo Verdinois e Antonio Menotti Buja
- Fatum, opera con quattro atti su libretto di Federigo Verdinois
- Dormire (1913)
- Serenata (1913)
- Concerto per pianoforte e archi in sol maggiore (1917)
- Allegro appassionato per violino e orchestra (1925)
- Mattutino di Pasqua (1931), pezzo facile per pianoforte
- Favoletta Russa (1931) per pianoforte
- Umoresca per pianoforte (1935)
- Andante mosso
- Sonata in bianco minore (1936), poemetto per voci femminili e piccola orchestra
- Canti infantili  (1937)
- Notturno (Dittico) per violino e pianoforte (1937)
- Nostalgia per pianoforte (1938)
- Studio da concerto per pianoforte (1938)
- Corale sinfonico per organo (1941)
- Notturno per orchestra (1941)
- Colloqui per arpa, flauto e violoncello (1963)
- Fantasia per arpa (1963)
- Dialogo per violoncello e pianoforte (1964)
- Tema e variazioni per pianoforte (1965)

## Pubblicazioni
- con Franco Michele Napolitano, Suono e ritmo, Napoli, 1919
- Compendio di teoria musicale, Napoli, 1930